# Galeotto II del Carretto

Stemma della famiglia Del Carretto

Galeotto II del Carretto (Finale Ligure, 1452 – Finale Ligure, 9 febbraio 1482) fu marchese sovrano del Finale dal 1468 alla morte.

## Biografia
Figlio primogenito del marchese Giovanni I del Carretto e di Viscontina Adorno, fu battezzato con il nome di Biagio Galeotto, dai nomi del santo patrono di Finale e del defunto zio paterno Galeotto I. Ereditò il piccolo stato sovrano del Finale alla morte del padre nel 1468 e, dopo pochi mesi, fu eletto capitano annuale della Lega all'epoca esistente tra i signori del Carretto e gli Scarampi, possessori di quasi tutte le attuali Langhe, tra Savona, Alba e Acqui.
Legato ai duchi di Milano, nei primi anni fu affiancato nel governo dei suoi possedimenti dalla madre. Investito del marchesato dal duca Galeazzo Maria Sforza il 30 novembre 1469, su indicazione di questi sposò in seguito Elisabetta Dal Verme, figlia di Taddeo signore di Castel San Giovanni, dalla quale non ebbe però discendenza.
Nel 1477, in occasione della rivolta di Genova al dominio sforzesco, fornì ampio aiuto militare al duca di Milano per riportare la città e le Riviere all'ubbidienza e l'anno successivo occupò la città di Noli, che restò in possesso dei marchesi di Finale per un decennio. Nel 1480 il duca Gian Galeazzo Maria lo nominò consigliere ducale e negli anni successivi, insieme con la fazione Spinola e il conte di Tenda, si oppose nella Riviera di Ponente ai tentativi dei Fregoso di imporre la propria supremazia.
Morì a soli trent'anni d'età il 9 febbraio 1482, lasciando due figli naturali, Gian Giacomo (cavaliere gerosolimitano e commendatore di S. Maria del Tempio in Milano e S. Giovanni di Valle d'Orba) e Ippolita, moglie di Nateo del Carretto, consignore di Camerana.